# Glenea dimidiata
Glenea dimidiata es una especie de escarabajo del género Glenea, familia Cerambycidae. Fue descrita científicamente por Fabricius en 1801.
Habita en Camboya, Malasia, Indonesia (Borneo, Sumatra) y Vietnam. Esta especie mide 10-14 mm.